# ペンシルバニア鉄道S1形蒸気機関車
ペンシルバニア鉄道S1形蒸気機関車（ペンシルバニアてつどうS1がたじょうききかんしゃ、英語: Pennsylvania Railroad class S1、略称: PPR S1）は、ペンシルバニア鉄道が1939年のニューヨーク国際博覧会の為に製造した試作型の幹線高速用テンダ式蒸気機関車。レイモンド・ローウィの意匠による流線形の車体と先進的機構で有名になったが、慢性的な空転という致命的欠陥によって廃車になった。

## 登場作品
松本零士原作のSFアニメ・漫画作品『銀河鉄道物語』ではこの機関車がモデルの戦闘車両アイアンベルガーが登場するが、ボイラ先端に装着されているヘッドライトが1灯ではなく3灯であったり、給水温め器部のカバーの位置に平方四角形型のヘッドライトが左右対称についているなど、作品的に独自のアレンジをしている。